# Charles Officer

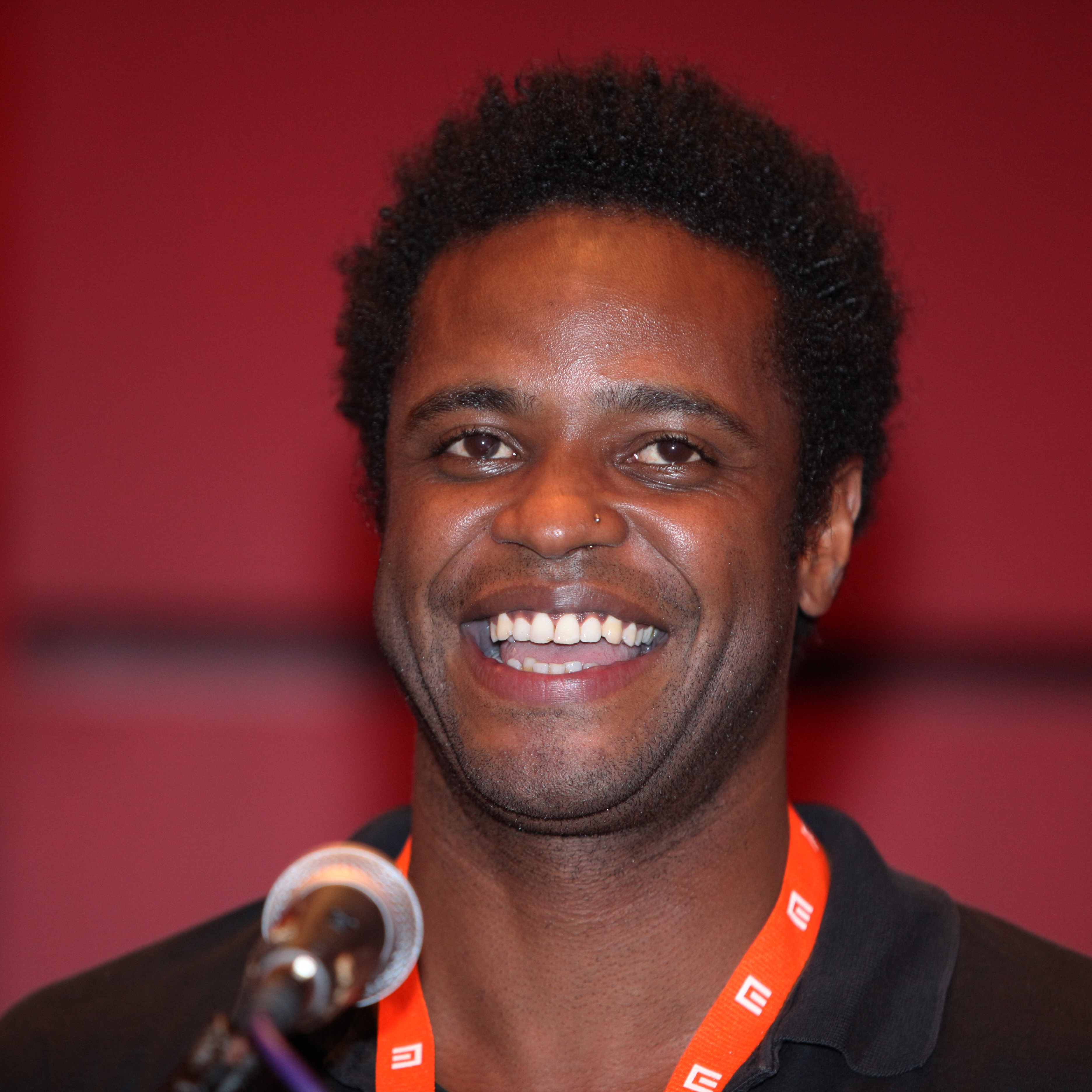
Charles Officer (2009)

Charles Officer (* 28. Oktober 1975 in Toronto, Ontario; † 1. Dezember 2023 ebenda) war ein kanadischer Schauspieler, Regisseur und Drehbuchautor.

## Leben
Charles Officer wuchs als Sohn eines britischen Vaters und einer jamaikanischen Mutter gemeinsam mit drei älteren Geschwistern in Toronto auf. In seiner Jugend war er als Eishockeyspieler tätig. Nach seinem High-School-Abschluss absolvierte er zunächst ein Studium zum Grafikdesigner an der OCAD University.
Officer absolvierte anschließend bis 1998 eine professionelle Schauspielausbildung an einer Schauspielschule in Toronto. Ab 1999 war er als Schauspieler an verschiedenen Theatern und in der Filmbranche tätig. Er führte bei mehreren Fernsehserien die Regie und war auch als Drehbuchautor für Spielfilme und Fernsehformate tätig. Sein künstlerisches Schaffen umfasst mehr als 60 Film-und-Fernsehproduktionen. Er starb am 1. Dezember 2023 im Alter von 48 Jahren.

## Filmografie (Auswahl)
als Schauspieler
- 2002: American Psycho II: Der Horror geht weiter
- 2005: Kojak (Fernsehserie)

als Regisseur
- 2015: Rookie Blue (Fernsehserie)
- 2015: Saving Hope (Fernsehserie)
- 2016: Private Eyes (Fernsehserie)
- 2019: Ransom (Fernsehserie)
- 2020: Coroner – Fachgebiet Mord (Fernsehserie)

## Preisnominierungen
- Independent Spirit Awards 2023 als ausführender Produzent für die Fernsehserie The Porter[5]